# Pedro Páramo (film, 1967)
Pour plus de détails, voir Fiche technique et Distribution.
Pedro Páramo est un film mexicain réalisé par Carlos Velo, sorti en 1967.

## Synopsis
Au cœur de la Révolution mexicaine, un fils recherche son père.

## Fiche technique
- Titre : Pedro Páramo
- Réalisation : Carlos Velo
- Scénario : Manuel Barbachano Ponce, Carlos Fuentes et Carlos Velo d'après le roman Pedro Páramo de Juan Rulfo
- Musique : Joaquín Gutiérrez Heras
- Photographie : Gabriel Figueroa
- Montage : Gloria Schoemann
- Production : Manuel Barbachano Ponce
- Société de production : Clasa Films Mundiales et Producciones Barbachano Ponce
- Société de distribution : Cimex (France)
- Pays :  Mexique
- Genre : Drame, fantastique, horreur, romance et guerre
- Durée : 110 minutes
- Dates de sortie : 
  -  Mexique : 26 janvier 1967

## Distribution
- John Gavin : Pedro Páramo
- Ignacio López Tarso : Fulgor Sedano
- Pilar Pellicer : Susana San Juan
- Julissa : Ana Rentería
- Graciela Doring : Damiana Cisneros
- Carlos Fernández : Juan Preciado
- Augusto Benedico : Padre Rentería
- Beatriz Sheridan : Eduviges Diada
- Claudia Millán : Dolores Preciado
- Rosa Furman : Dorotea la Cuarraca
- Joaquín Martínez : Abundio
- Jorge Russek : Tilcuate
- Eric del Castillo : Perseverancio
- Amparo Villegas : la mère Villa
- Graciela Lara : Margarita
- Álvaro Ortiz : Cacarizo
- Juan Ferrara : Florencio
- Claudio Obregón : Licenciado
- José Torvay : Terencio
- Victorio Blanco : Galileo
- Ramiro Orci : Danildo, révolutionnaire
- Dolores Linares
- Javier Ruán : Minero
- Alfonso Arau : Saltaperico
- Roberto Cañedo : Toribio Aldrete
- Jorge Rivero : Miguel Páramo
- Narciso Busquets : Bartolomé San Juan

## Distinctions
Le film a été présenté en sélection officielle en compétition au Festival de Cannes 1967.